# Angélique Kidjo

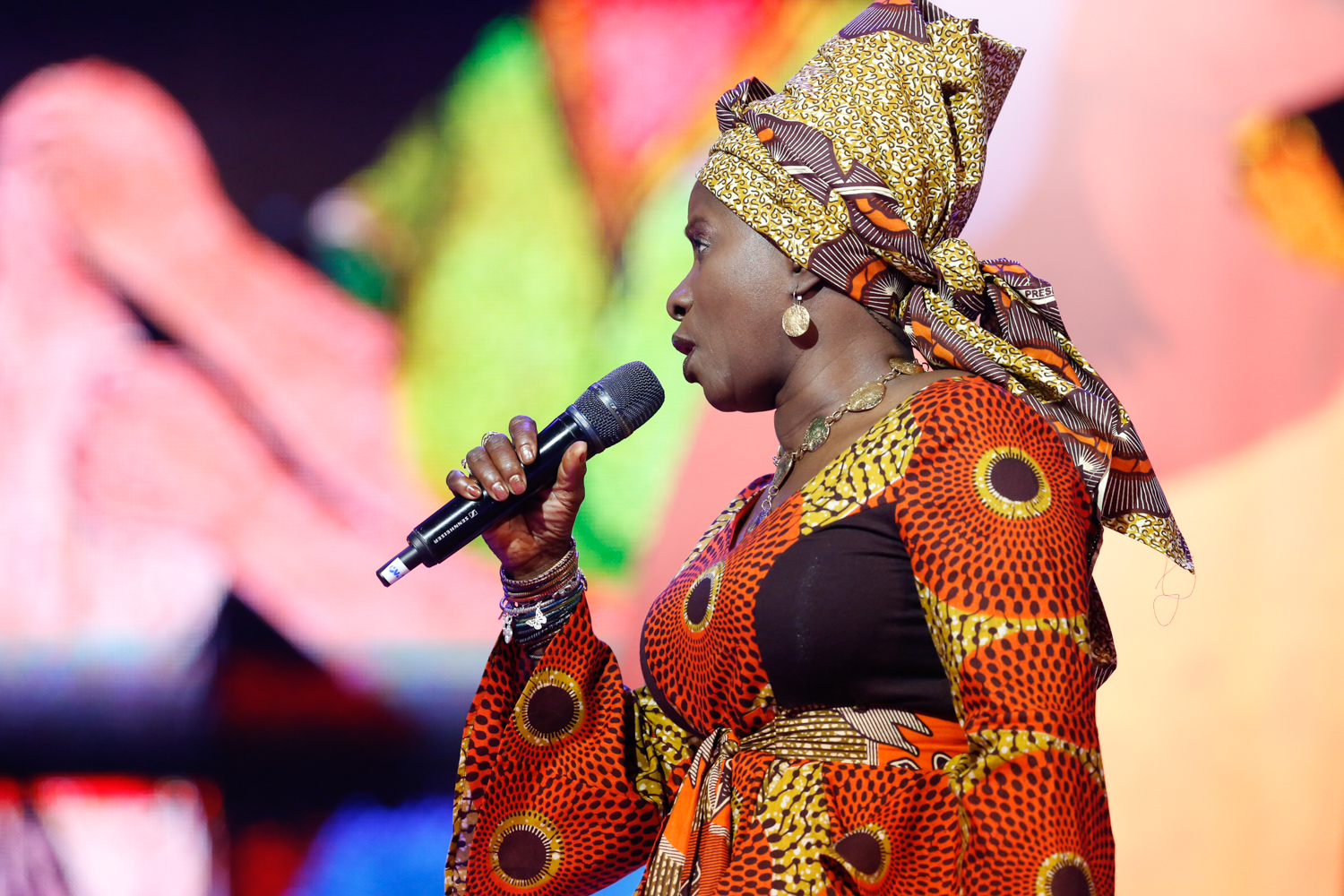
Angélique Kidjo el 2014.

Angélique Kpasseloko Hinto Hounsinou Kandjo Manta Zogbin Kidjo (Ouidah, 14 de juliol de 1960), coneguda com a Angélique Kidjo, és una cantant beninesa, guanyadora dels premis Grammy i de l'Académie Charles Cros coneguda per la diversitat de les seves influències musicals, l'originalitat dels seus clips i el seu compromís humanitari com a ambaixadora internacional d'UNICEF.
Entre els seus èxits hi ha les cançons Agolo, We We, Adouma, Wombo Lombo, Afirika i Batonga.
La BBC la va incloure a la seva llista de cinquanta icones del continent africà. Time Magazine la va anomenar la "primera diva africana" i forma part de la llista de The Guardian de les cent dones més influents del món. La revista Forbes la va incloure com la primera dona a la llista de les 40 celebritats més importants d'Àfrica. El Daily Telegraph la va descriure el 2012, durant els Jocs Olímpics de Londres, com a "reina indiscutible de la música africana”. Paris Match la situa al capdavant de la llista de les deu dones més influents d'Àfrica i l'inclou a la llista dels 10 artistes africans més compromesos. De vegades escriu al New York Times.
A més dels ritmes i el zilin beninès (una mena de blues), les seves influències musicals són el pop africà, la música de les Índies Occidentals, el zouk, la rumba congolesa, el jazz, el gospel i diferents estils de música llatina. També s'inspira en els artistes que van sacsejar la seva infantesa: Bella Bellow, James Brown, Aretha Franklin, Jimi Hendrix, Miriam Makeba i Carlos Santana. Ha enregistrat versions africanes de Summertime de Gerswhin, Bolero de Ravel, Voodoo Chile de Jimi Hendrix. Ha col·laborat amb molts artistes com Carlos Santana, Alicia Keys, Peter Gabriel, Herbie Hancock, Branford Marsalis, John Legend, Bono, Philip Glass, Josh Groban, Dianne Reeves, Vampire Weekend, Dr. John, Dave Matthews i Cassandra Wilson.
El 25 de juliol de 2017 va crear l'espectacle Femme noire basat en un poema de Léopold Sédar Senghor, celebració de les dones africanes, presentat al pati del Palau dels Papes com a espectacle de cloenda del Festival d'Avinyó en companyia de l'actor de Costa d'Ivori Isaach de Bankolé, el saxofonista camerunès Manu Dibango, el guitarrista nord-americà d'origen congolès Dominic James i el jove raper francès MHD, considerat 01:00 afrotrap prodigi.
Kidjo parla el fon, el francès, el ioruba, el mina i l'anglès: resideix a Nova York. Canta en aquests cinc idiomes. La seva cançó Malaika, de l'àlbum Logozo, és en suahili.
El 6 de juny de 2013, va ser elegida vicepresidenta de la Confederació Internacional de Societats d'Autors i Compositors (CISAC).

## Biografia
Angélique Kidjo va néixer a Ouidah, Benín,el 1960. El seu pare és un fon de Ouidah, director de correus, i la seva mare una Yorouba, directora d'una companyia de teatre i empresària. Angélique Kidjo és la setena dels seus deu fills. Els nens escolten vinils, especialment els de Johnny Hallyday i Claude François i aprenen anglès a l'escola. Des dels sis anys, Angélique Kidjo es va incorporar a la companyia de teatre de la seva mare, cosa que li va donar gust per la música i els balls tradicionals. Va començar a cantar al grup Les Sphinx i, com a adolescent, va tenir èxit gràcies a la seva adaptació per a la ràdio nacional de la cançó Les Trois Z de Miriam Makeba. Després va gravar el disc Pretty amb l'ajut del seu germà i del productor camerunès Ekambi Brilliant. Aquest àlbum conté les cançons Ninive, Gbe Agossi i un homenatge a Bella Bellow, una cantant togolesa que va ser una de les seves fonts d'inspiració. L'èxit d'aquest àlbum li va permetre fer una gran gira per l'Àfrica occidental. Els incessants conflictes polítics a Benín li impedeixen seguir la seva carrera de manera independent al seu propi país.
El 1983 es va traslladar a París, on va néixer la seva filla el 1993. Mentre treballava per pagar les taxes escolars, Angélique Kidjo va prendre classes de cant al Centre d'Informació Musical (CIM), una reconeguda escola de jazz parisenca. Allà va conèixer el seu futur marit Jean Hebrail, músic i compositor, amb qui va escriure la major part de la seva música. Se li presenta una nova relació amb el francès escoltant Jacques Higelin, Serge Gainsbourg i Claude Nougaro. El 1985 es va formar a l'ACP La Manufacture Chanson. Inicialment vocalista de grups africans de París, el 1985 es va convertir en la cantant del grup de jazz africà Pili Pili format pel pianista holandès Jasper van 't Hof. Col·labora en tres discos de Pili Pili: Jakko (1987), Be In Two Minds (1988, produïda per Marlon Klein) i Hotel Babo (1990). Va gravar un àlbum en solitari, Parakou, per al segell Jazz Open.
Angélique Kidjo va ser descoberta a París per Chris Blackwell, el fundador jamaicà de Island Records, la companyia discogràfica de Bob Marley i U2. Va signar el 1991 pel seu segell Mango. Va gravar quatre àlbums a Island, fins a la sortida de Chris Blackwell. El 2000 va signar un contracte a Nova York amb el segell Columbia Records, per al qual va gravar dos àlbums.
El 1996 va cantar al Concert del Premi Nobel de la Pau, que va retre homenatge a Carlos Filipe Ximenes Belo i José Ramos-Horta per la seva actuació a Timor Oriental. El 1998 va participar en la gira Lilith Fair de Sarah McLachlan. El 2002, va cantar al Concert del Premi Nobel de la Pau en homenatge al president nord-americà Jimmy Carter. El febrer de 2003, Angélique Kidjo interpreta Voodoo Child (Slight Return) de Jimi Hendrix al Radio City Music Hall de Nova York al costat de la llegenda Buddy Guy de Chicago Blues i el guitarrista Vernon Reid (de Living Color) per a la pel·lícula, produïda per Martin Scorsese, Lightning In A Bottle: One Night In The History Of the Blues, un documental sobre la història del blues amb nombrosos artistes de rock, rap i blues.
El 1998 es va traslladar als Estats Units, on inicialment es va sorprendre que la seva audiència fos principalment blanca, sent el seu matrimoni amb un europeu blanc (Jean Hébrail) poc acceptat per la comunitat afroamericana. Després va gaudir d'un èxit compartit coronat el 2007 pels premis Grammy.
El novembre de 2003, Angélique Kidjo canta a Ciutat del Cap, Sud-àfrica, amb Peter Gabriel i Youssou N'Dour al gran concert per a la fundació de Nelson Mandela, 46664. El maig del 2004 participa al concert "We Are The Future" (Som el futur) produït per Quincy Jones a Roma davant de 400.000 persones. L'espectacle té lloc al Circ Maxime amb la participació d'Oprah Winfrey, Alicia Keys, Andrea Bocelli, Herbie Hancock, Angelina Jolie i altres estrelles internacionals. El març del 2005, canta davant de 50.000 personnes durant el concert Africa Live a Dakar organitzat per Youssou N'Dour per lluitar contra la malària amb la participació d'un gran nombre d'estrelles africanes. El juny de 2005, participa al concert Live 8 presentat per Angelina Jolie i Peter Gabriel a Cornwall, Regne Unit. El 2007 va fer una versió de la cançó Happy Xmas (War Is Over) de John Lennon amb la seva filla per a la compilació Instant Karma: The Amnesty International Campaign to Save Darfur.
Va fer una gira per Amèrica del Nord el 2007 amb Josh Groban. El 7 de juliol de 2007, Kidjo va cantar a la Johannesburg per a Live Earth. Annie Lennox es va unir a Angélique Kidjo i a vint-i-dos cantants més a la cançó SING per a la lluita contra la transmissió del VIH de mare a nounat a l'Àfrica.

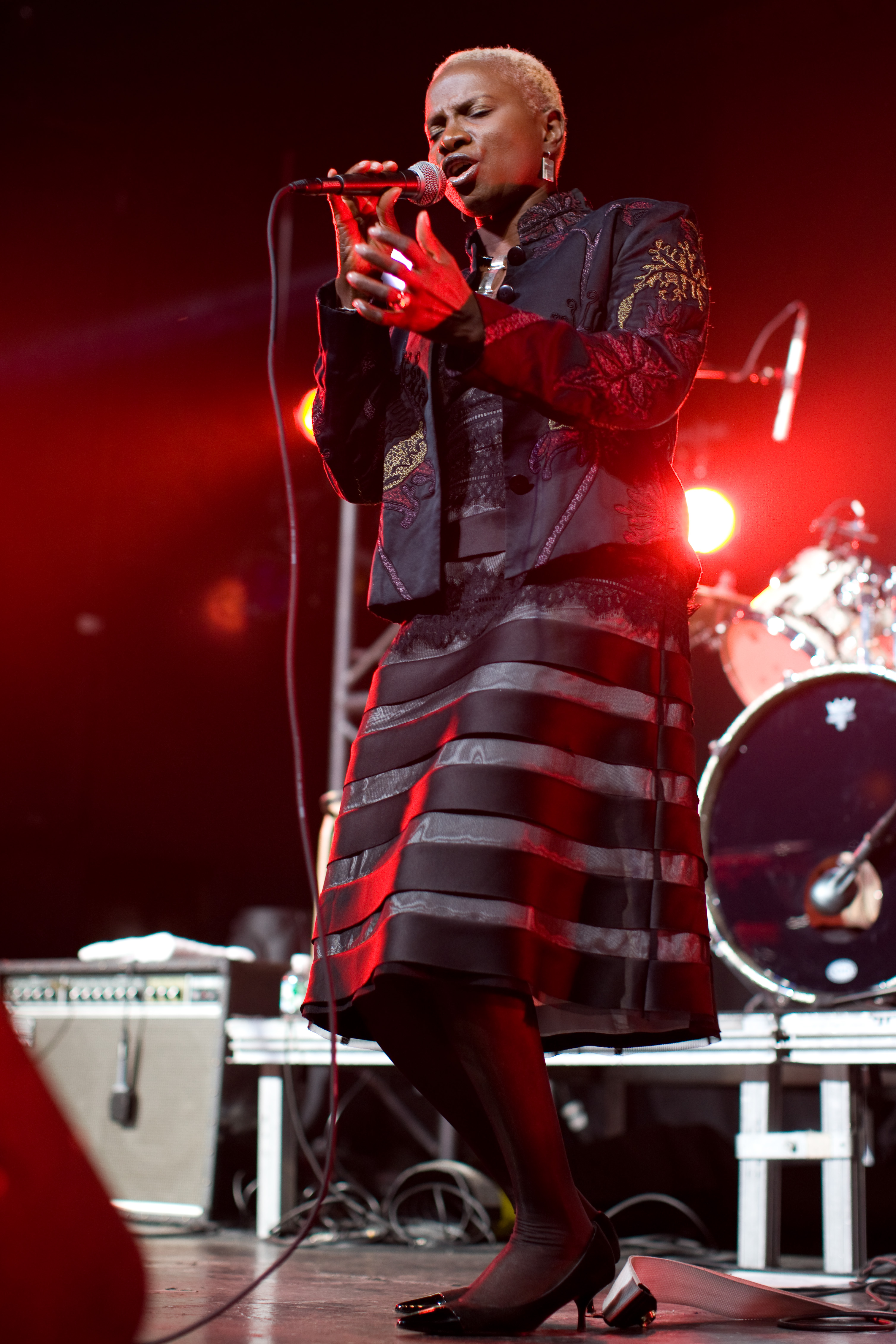
Angelique Kidjo.

Angelique Kidjo va cantar al 75 aniversari de Quincy Jones al Festival de Jazz de Montreux a Barcelona el juliol de 2008. Va fer el seu primer concert al famós Carnegie Hall de Nova York l'11 de novembre de 2008 i va actuar al Royal Albert Hall de Londres per primera vegada el 26 de novembre al costat de Hugh Masekela per a les African Stars, concert en benefici de l'associació Voluntary Service Overseas. Angélique Kidjo és una de les intèrprets del vídeo Price of Silence produït per Amnistia Internacional amb motiu del seixantè aniversari de la Declaració Universal dels Drets Humans.
Després del seu compromís amb la campanya de Barack Obama, va participar el 20 de gener 2009 al African Diaspora Inaugural Ball, un dels balls organitzats a Washington durant la inauguració presidencial.
Participa el 10 de juny de 2010 al concert inaugural de la Copa Mundial de la FIFA a Sud-àfrica al costat de Shakira, Alicia Keys, John Legend i Black Eyed Peas.

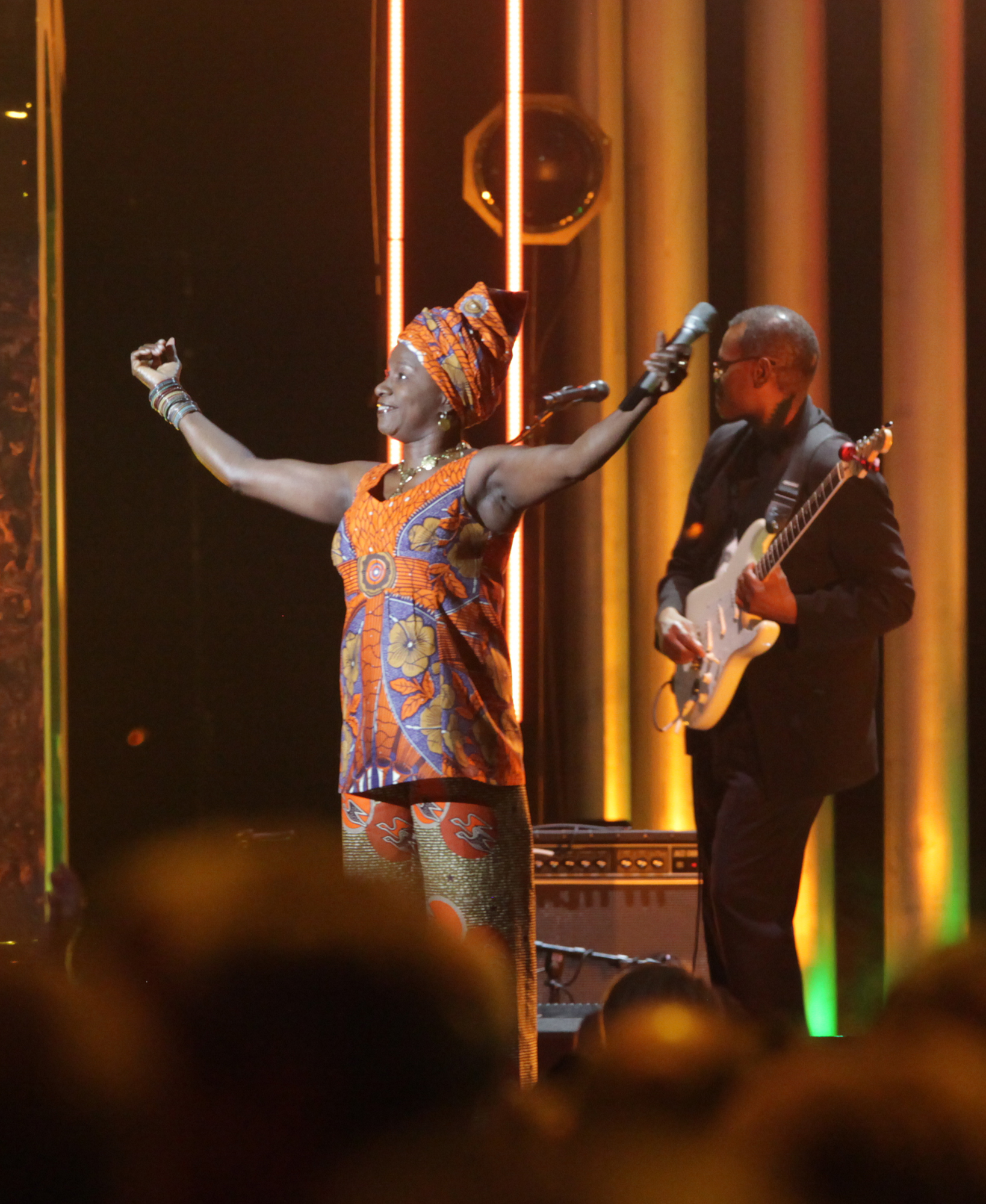
Angélique Kidjo i Harry Wad al concert del Premi Nobel de la Pau de 2011.

Des del 14 d'octubre de 2016, és un dels membres del jurat de l'espectacle L'Afrique a un incoyable talent.
Ella interpreta l'11 de novembre 2018 Blewu, amb motiu de la commemoració internacional dels 100 anys de l'armistici de 1918 que se celebra a París. Aquesta cançó de la togolesa Bella Bellow és un homenatge a les tropes colonials i als fusellers senegalesos.

### Compromisos cívics

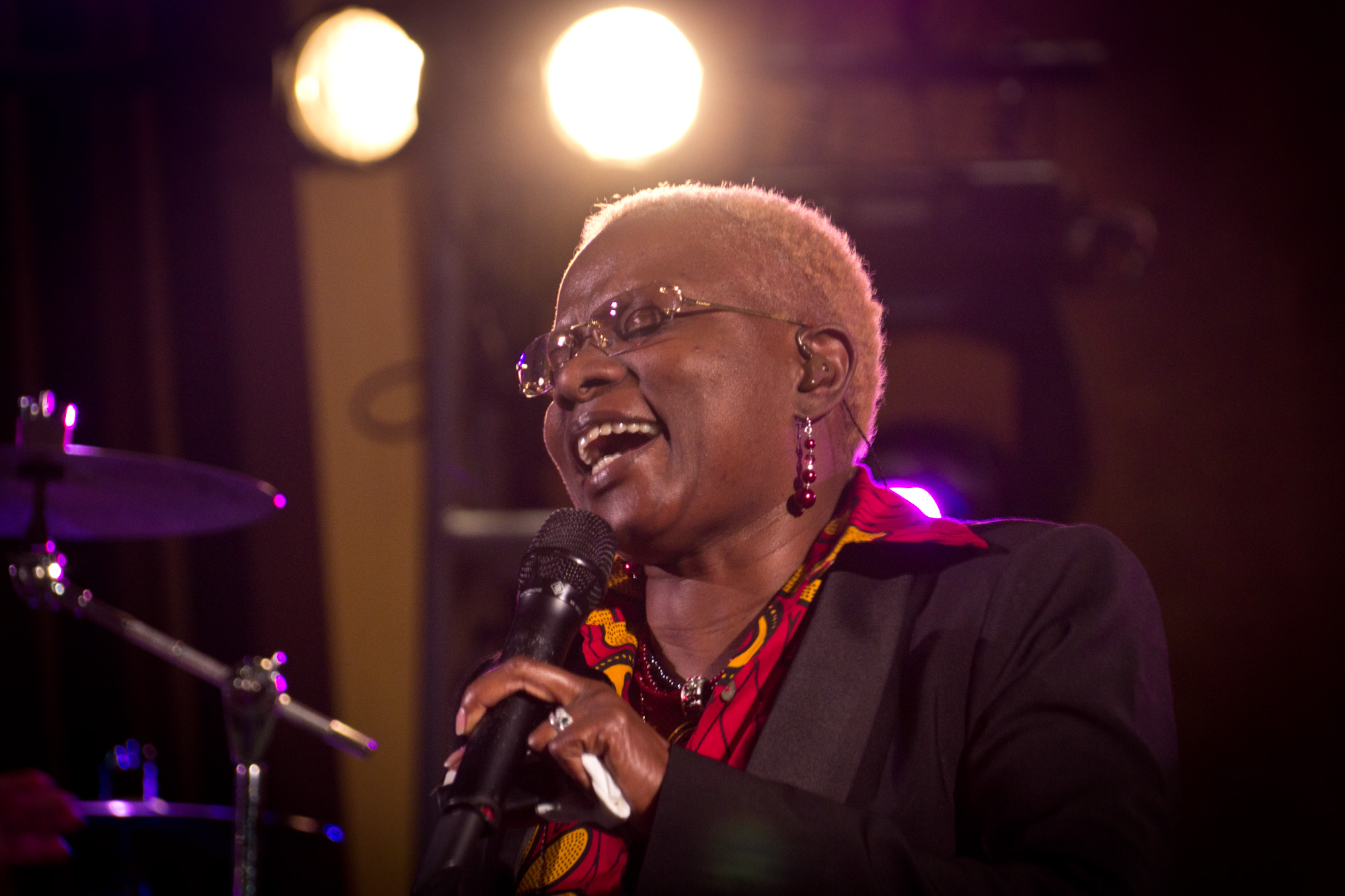
Angélique Kidjo a l'ONU el 2012.

Angélique Kidjo és ambaixadora de bona voluntat d'UNICEF des del 2002. Amb UNICEF, va visitar molts països d'Àfrica. Es troben relats dels seus viatges al lloc web d'UNICEF.
Kidjo va crear la Fundació Batonga, que dona suport als estudis secundaris de les joves africanes perquè puguin participar en el desenvolupament a l'Àfrica. La fundació ofereix beques, augmenta el nombre d'admissions, garanteix la millora dels professors, proporciona subministraments a les escoles, fomenta programes de mentors, explora mètodes d'ensenyament alternatius i defensa la consciència de la importància de l'educació de les noies.
Va fer campanya al costat d'Oxfam a la conferència de l'OMC a Hong Kong el 2005 per promoure el comerç just i va viatjar amb Oxfam al nord de Kenya, així com a les fronteres de Darfur i Txad amb Mary Robinson el 2007. Angelique Kidjo i la seva filla participen en el rodatge del vídeo In My Name amb Will I Am pels Black Eyed Peas.
Va lliurar el premi de la Fundació Mo-Ibrahim a l'excel·lència en el lideratge a l'Àfrica a Alexandria, Egipte, el 26 de novembre 2007 i el 15 de novembre de 2008.
El 28 de setembre de 2009, UNICEF i la marca Pampers van llançar una campanya per eliminar el tètanus i van demanar a Angélique Kidjo que composés la cançó You Can Count On Me. Cada descàrrega de la cançó ofereix una vacunació contra el tètanus a una jove mare africana.
Angélique Kidjo va gravar un vídeo sobre la seva cançó Agolo amb les imatges de Yann Arthus-Bertrand per a la campanya del medi ambient de les Nacions Unides "Segellar l'Acord!".
Participa el 5 de novembre de 2015 al Carnegie Hall de Nova York, en un concert benèfic de la Fundació David-Lynch titulat "el canvi comença a l'interior" que ofereix una meditació transcendental per lluitar contra l'estrès. Comparteix escenari amb Sting, Katy Perry i Jerry Seinfeld.

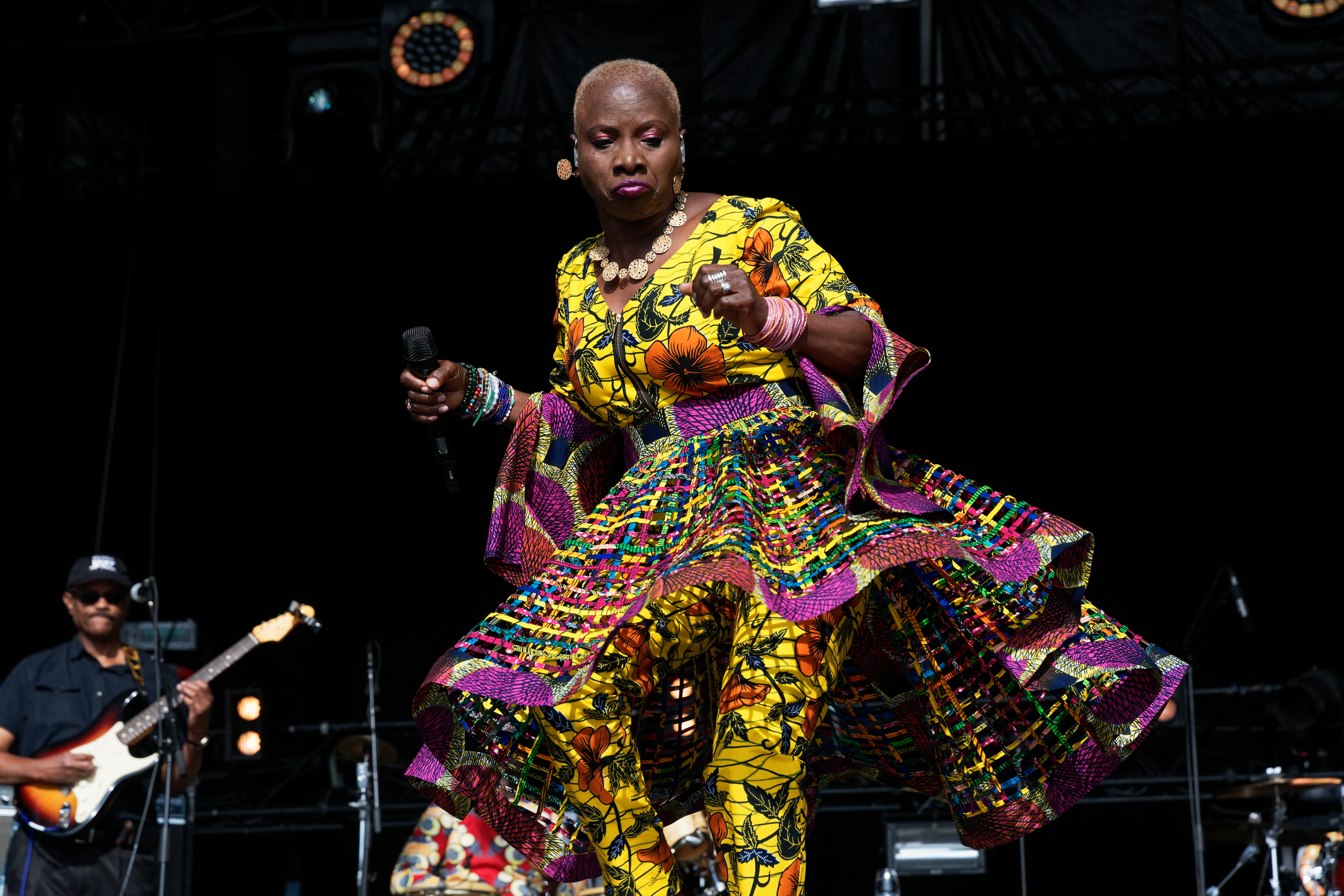
Angélique Kidjo al Festival del Bout du Monde 2019.

Ella interpreta La Marseillaise el 14 de juliol de 2020, durant el concert Champ-de-Mars a París celebrat fora del públic a causa de Covid 19.

## Àlbums de la seva carrera internacional

### Logozo
Logozo és l'àlbum debut d'Angélique Kidjo per a Island Records, gravat entre Miami i París. Va ser produït pel bateria de Miami Sound Machine Joe Galdo amb Branford Marsalis i Manu Dibango als saxos. L'àlbum es va publicar a tot el món el 1991 i es va convertir en el número u de les llistes de vendes de Billboard World Music. A continuació, surten vídeos dels senzills We We i Batonga. Angélique Kidjo comença la seva primera gira mundial i actua en un gran nombre de festivals internacionals. i acaba la seva gira de cant amb un concert a l'Olympia, a París, el 31 d'octobre de 1992 .

### Aye
Publicat el 1994, l'àlbum Aye va ser produït per David Z a Paisley Park, l'estudi de Prince a Minneapolis i per Will Mowat a l'estudi Soul To Soul de Londres. Hi ha el senzill Agolo, el vídeo del qual va ser nominat als premis Grammy el 1995.

### Fifa
Angélique Kidjo i Jean Hebrail viatgen per Benín el 1995 per enregistrar els ritmes tradicionals que serviran de base per a l'àlbum Fifa (que significa "Pau" en Fon, llengua de Benín) publicat el 1996. Carlos Santana interpreta la cançó Naïma que Angélique Kidjo va dedicar a la seva filla (nascuda el 1993). El senzill Wombo Lombo i el seu vídeo s'emeten àmpliament a les cadenes de ràdio i televisió africanes.
El 1998, Angélique Kidjo inicia una trilogia d'àlbums (Oremi, Black ivory Soul i Oyaya) que explorarà les arrels africanes de la música de les Amèriques seguint els camins de l'esclavitud.

### Oremi
Produït per Peter Mokran, enregistrat a Nova York, Oremi barreja influències africanes i negres-americanes. Cassandra Wilson, Branford Marsalis, Kelly Price i Kenny Kirkland van col·laborar amb Angélique Kidjo en aquest projecte. La primera cançó del disc és una versió de Voodoo Chile de Jimi Hendrix. La cançó Yaki Yaki de l'àlbum s'utilitza per a la banda sonora de la pel·lícula Bimboland.

### Ànima d'ivori negre
El 2002, Angélique Kidjo es va traslladar a Salvador de Bahia, al nord-est del Brasil, per gravar els ritmes d'aquest àlbum inspirat en la cultura afrobrasilera. Treballa amb compositors de renom com Carlinhos Brown i Vinicius Cantuaria. A la versió brasilera de l'àlbum, Gilberto Gil canta en duet a Refavela i Daniela Mercury a Tumba. Dave Matthews canta a la cançó Iwoya .

### Oyaya!
Produït per Steve Berlin de Los Lobos i pel pianista d'origen cubà Alberto Salas, Oyaya! es publica el 2004. Oyaya! deu molt a la música d'Amèrica Llatina i del Carib que es barreja amb les guitarres africanes. El cantant Henri Salvador, que tenia 86 anys en el moment de la gravació, s'uneix a Angélique Kidjo a la cançó Le Monde comme un bébé.

### Djin djin
Amb l'àlbum Djin es va publicar l'1 de maig de 2007, Angélique Kidjo torna a les arrels de les seves arrels benineses. Un gran nombre d'artistes internacionals col·laboren en aquest projecte: Josh Groban, Carlos Santana, Alicia Keys, Joss Stone, Peter Gabriel, Amadou &amp; Mariam, Ziggy Marley i Branford Marsalis. El títol, Djin Djin, evoca el so d'una campana que celebra l'arribada d'un nou dia per al continent africà. L'àlbum està produït per Tony Visconti, conegut pel seu treball al costat de Les Rita Mitsouko, David Bowie, Morrissey i T. Rex, entre d'altres. Djin Djin va guanyar el Grammy per "Best Contemporary World Music" àlbum (millor àlbum de música del món contemporani) i un "Premi a la imatge NAACP".

### Õÿö
Õÿö s'estrena a Europa el 19 de gener de 2010. L'àlbum ret homenatge a la música que va sacsejar la infantesa d'Angélique Kidjo a Benín. És una barreja de música tradicional, versions de Miriam Makeba, cançons soul dels anys seixanta i setanta i també una cançó de Bollywood. Dianne Reeves canta a la cançó Baby I Love You d'Aretha Franklin, Bono (U2) i John Legend la versió de Move On Up de Curtis Mayfield i el trompetista Roy Hargrove a Samba Pati, una composició de Carlos Santana. Produït per Angélique Kidjo i Jean Hebrail, l'àlbum es va arreglar amb la participació del guitarrista beninès Lionel Loueke.

### Spirit Rising
Spirit Rising es publica a Europa la primavera del 2012. És un disc en directe enregistrat a Boston el 2011. Angélique Kidjo convida Branford Marsalis, Ezra Koenig, Dianne Reeves i Josh Groban. Pren les seves versions del Bolero de Ravel, Summertime i una versió original de Redemption Song.

### EVE
A principis del 2014 es va publicar el disc EVE amb el segell Savoy. És un àlbum dedicat a les dones africanes, la seva bellesa i la seva resilència. Angélique Kidjo ha enregistrat cors tradicionals a Kenya i a diferents pobles de Benín. Canta un duet amb la cantant nigeriana Aṣa i col·labora amb el Quartet Kronos, el Dr. John, l'Orquestra Filharmònica de Luxemburg organitzada per Gast Waltzing. Rostam Batmanglij de Vampire Weekend. L'àlbum EVE va rebre el Grammy al millor àlbum de música mundial el 2015.

### SINGS with the Orchestre Philharmonique du Luxembourg
L'abril de 2015, l'àlbum Sings (With The Orchchester Philharmonique du Luxembourg) es publica al segell Savoy. És un àlbum simfònic que reprèn els grans èxits d'Angélique Kidjo amb nous arranjaments per a orquestra clàssica. L'àlbum SINGS va rebre el Grammy al millor àlbum de música mundial el 2016.

### Remain In Light
Angélique Kidjo es va unir amb el llegendari productor Jeff Bhasker (Rihanna, Kanye West, Harry Styles, Bruno Mars, Drake, Jay-Z) per crear 'Remain In Light', un nou projecte en què Angelique recupera l'emblemàtic àlbum de Talking Heads dels seus orígens africans. L'àlbum, publicat el 8 de juny de 2018, és una reinvenció peça a peça del que es considera un dels discos més importants dels anys vuitanta i que va ser influït originalment per la música i l'Àfrica occidental. sobretot per Afrobeat de Fela Kuti. En la seva versió de Remain In Light, Angélique celebra el geni de Talking Heads, de Brian Eno, injecta la seva veu eufòrica, percussions explosives, llautó i cançons tradicionals benineses. 'Remain In Light' compta amb col·laboracions amb Ezra Koenig de Vampire Weekend, Blood Orange, Tony Allen i Antibalas. El pintor Kerry James Marshall va fer la portada del disc amb una foto de llum negra.

## Discografia
- 1980 : Pretty (publicada només a l'Àfrica)
- 1985 : Ewa Ka Djo (let's dance) (publicada només a l'Àfrica)
- 1990 : Parakou
- 1991: Logozo
- 1994: Ayé
- 1996 : Fifa
- 1998: Oremi
- 2001 : Keep On Moving: The Best of Angelique Kidjo
- 2002 : Black Ivory Soul
- 2004 : Oyaya!
- 2007 : Djin Djin
- 2010 : Õÿö
- 2012 : Spirit Rising (Live)
- 2014 : EVE
- 2015 : Sings (With The Orchestre Philharmonique du Luxembourg)
- 2018 : Remain in Light
- 2019 : Celia

### Bandes originals
Kidjo també ha gravat cançons per a pel·lícules, sèries de televisió i documentals, inclosos:
- 1993 : Caro Diario, de Nanni Moretti
- 1993 : Ma saison préférée, d'André Téchiné
- 1994 : Ace Ventura: Pet Detective, de Tom Shadyac
- 1994 : Street Fighter, de Steven E. de Souza
- 1998 : Krippendorf's Tribe, de Todd Holland
- 1998 : The Lion King II: Simba's Pride, de Darrell Rooney i Rob LaDuca: interpreta la cançó We are One que serà la cançó official de la pel·lícula
- 2001 : The Trith About Charlie, de Jonathan Demme
- 2002 : The Wild Thornberrys Movie, de Cathy Malkasian i Jeff McGrath
- 2004 : Els temps canvien, d'André Téchiné
- 2005 : Sahara, de Breck Eisner
- 2005 : Six Feet Under
- 2006 : Diamant de sang, d'Edward Zwick
- 2007 : Lost Boy
- 2008 : Pray the Devil Back To Hell, de Gini Reticker (premi al millor documental al Festival de Cinema de TriBeCa 2008)
- 2008 : Who Does She Think She Is, de Pamela Tanner Boll
- 2009 : Le code a changé de Danièle Thompson : Angélique Kidjo apareix a la pantalla preparant-se per cantar la cançó We we

### Col·laboracions
Amb Angélique Kidjo ha col·laborat:
- Trilok Gurtu, en dos àlbums (African Fantasy i The Beat Of Love) del famós bateria indi.
- Carmen Consoli, Angélique Kidjo canta la cançó Madre Terra amb l'estrella italiana al disc Eva Contro Eva.
- Tina Turner, en una cançó produïda per Jean Hebrail: Easy As Life a l'àlbum d'Elton John i Tim Rice, Aida.
- Dan Zanes, en una cançó anomenada Jamaica Farewell, va aparèixer al seu àlbum House Party .
- Philippe Saisse, al títol La Vie del disc Till Dawn .
- Debbie Davis, sobre la versió francesa de Hakuna Matata del rei lleó.
- Toumani Diabate: canta amb ell a l'àlbum Maestro del bluesman Taj Mahal's
- Herbie Hancock: canta a la cançó Safiatou de l'àlbum Possibilitats al costat de Carlos Santana
- Cassandra Wilson: canta a la cançó Voodoo (Reprise) de l'àlbum Traveling Miles
- El raper francès MHD a la pista de Wanyinyin el 2016.
- Philippe Cohen Solal al single Afro Bolero publicat el juny del 2020.
- Yemi Alade al títol de la cançó de Shekere extreta de l'àlbum Woman Of Steel publicat a YouTube el 5 de febrer de 2020

## Filmografia
A banda de la seva carrera musical, Angelique Kidjo va debutar al cinema amb la pel·lícula The CEO, del director nigerià Kunle Afolayan. Actriu principal de la pel·lícula, Angélique Kidjo interpreta Madame Zimmermann, una dama de ferro de caràcter excepcional. La pel·lícula es va projectar a França durant la 4ª edició del festival de cinema de la Nollywood Week del qual és padrina.

## Premis i reconeixement

### Premis Grammy
| 2020 | Celia – Angélique Kidjo            | Millor àlbum de música del món               | Guanyador |
| 2015 | Sings – Angélique Kidjo            | Millor àlbum de música del món               | Guanyador |
| 2014 | Eve – Angélique Kidjo              | Millor àlbum de música del món               | Guanyador |
| 2010 | ÕŸÖ – Angélique Kidjo              | Millor àlbum de música del món contemporània | Nominat   |
| 2007 | Djin Djin – Angélique Kidjo        | Millor àlbum de música del món contemporània | Guanyador |
| 2004 | Oyaya! – Angélique Kidjo           | Millor àlbum de música del món contemporània | Nominat   |
| 2002 | Black Ivory Soul – Angélique Kidjo | Millor àlbum de música del món               | Nominat   |
| 1998 | Oremi – Angélique Kidjo            | Millor àlbum de música del món               | Nominat   |
| 1994 | Agolo (Vídeo) – Angélique Kidjo    | Millor vídeo clip, format curt               | Nominat   |

### Premis oficials
- Comandant de l'Orde de les Arts i les Lletres (França, 2019)[33]
- Oficial de l'Orde del Mèrit del Gran Ducat de Luxemburg pel Gran Duc de Luxemburg (23 de juny de 2016)[34]
- Oficial de l'ordre de les Arts i de les lletres (França, 2010)[35]
- Comandant de l'ordre nacional de Benin (11 d'agost de 2008).
- Medalla del president de la República italiana (17 d'octubre 2008).
- Medalla vermeil de la Ciutat de París (10 d'octubre de 2004).

### Altres recompenses
- Premi RFI Octaves de música (1992).
- Premi Àfrica a la creació (1992).
- Premi de la música danesa : Millor cantant (1995).
- Premi Kora Music : Millor artista femenina africana (1997).
- Premis Mobo : Millor Acte Musical del Món (2002).
- Premi Festival Àfrica (2006).
- Premi a l'orgull africà SAFDA (2006).
- Premi Antonio Carlos Jobim (2007).
- Premi NAACP per la imatge del millor àlbum de música mundial (2008).
- Premi Go Global de World Music (2008).
- Premi Making a Difference for Women del Consell Nacional d'Investigació sobre les Dones (EUA, 2009)
- Saló de la Fama Afropop (EUA, 2009)
- Celebració del premi Women per la New York Women's Foundation (EUA, 2009)
- Premi Tenco per tota la seva carrera (Itàlia, 2009)
- Doctor honoris causa pel Berklee College of Music (Estats Units, 2010)
- Gran Premi SACEM de Música Mundial (França, 2010)
- Premi especial de francofonia (Washington, Estats Units, 2010)
- Premi Champions of the Earth[36] (Nacions Unides, 2011)
- Nominació als premis BET al millor acte internacional: Àfrica (EUA, 2011)
- Premis Mirror a la música mundial del Quebec Summer Festival (Canadà, 2012)[37]
- Trophée Des Arts, Institut francès Alliance Française (FIAF) (Nova York, 2012)[38]
- Premi Keep A Child Alive per un treball humanitari destacat, co-guanyador amb Oprah Winfrey, (Nova York, 2012)[39]
- Premi a la realització dels premis African Diaspora Awards 2012[40]
- Songlines Music Awards a la categoria de millor artista (Regne Unit 2013)[41]
- 2014 Fons Dag Hammarskjöld per a periodistes de les Nacions Unides a Nova York 2014
- All African Music Awards (AFRIMA) el 30 de desembre de 2014
- Premi Crystal 2015 del Fòrum econòmic mundial, Davos, Suïssa[42]
- 2016 : Premi ambaixador de consciència, atorgat per Amnistia Internacional per haver fet campanya en favor de la libertat d'expressió i de l'educació de les nenes africaines. [I la lluita] contra les mutilacions genitals femenines, el premi també es va lliurar a tres grups de joves activistes africans: Y’en a marre (Sénégal), le Balai citoyen (Burkina Faso) i Lutte pour le changement (LUCHA, Republica Democràtica del Congo).[43]
- el 15 de juliol de 2017, va rebre els premis Africa Movie Academy al millor actriu secundària pel seu paper a la pel·lícula The CEO del director nigerià Kunle Afolayan.[44]
- Gran premi de música mundial de l'Acadèmia Charles-Cros,16 novembre 201716 de novembre de 2017, durant tota la seva carrera amb motiu del llançament de les seves memòries "La veu és el mirall de l'ànima" a Fayard.[45]
- Premi Artista Ciutadà ADAMI 2018 per la seva acció humanitària, 14 juny 2018.[46]
- El 21 d'octubre de 2018, Angelique Kidjo va rebre el primer premi World Pioneer durant els Songlines Magazine Music Awards 2018 a Londres. Va cantar un duet amb Fatoumata Diawara i Mokoomba al final de la nit.[47]